# Can Rieras(Caldes d'Estrac)
Can Rieras és un edifici de Caldes d'Estrac (Maresme).

## Descripció
Torre d'estiueig de planta baixa, una planta i coberta plana amb jardí cap al Passeig. D'estil neoclàssic. Aparellada amb la del núm. 25 del Passeig. Casa aparellada de composició simètrica. La façana principal està orientada en sentit sud-est de cara a la mar. Parets emblanquinades. Planta baixa amb porta principal i finestra que dóna al jardí. Primera planta amb una vistosa terrassa-mirador en forma de glorieta sobresortint i finestra lateral.
La part superior presenta un terrat amb barana de ferro entre baixes columnes i coberta plana. Segueix el mateix estil dels pisos inferiors. La parcel·la disposa d'un estret passatge d'accés (2,5m aprox.) cap al carrer de la Ciutat de La Paz. Trobem una tanca al Passeig dels Anglesos de ferro forjat amb detalls geomètrics.

## Història
Casa situada en un dels conjunts més emblemàtics de la història de l'estiueig a Caldes. Va ser bastida a finals del segle XIX, i és per tant una de les primeres edificacions relacionades amb el turisme a Caldes.